# Bayburt (provincie)
Bayburt is een provincie in Turkije. De provincie is 4043 km² groot en heeft 80.417 inwoners. De provincie ligt in het noordoosten van het land, rond de relatief kleine stad en tevens hoofdstad Bayburt.

## Bevolking
Op 1 januari 2017 telt de provincie Bayburt zo'n 80.417 inwoners: 40.980 mannen en 39.437 vrouwen. Bayburt is hiermee de kleinste provincie qua inwonersaantal, op de voet gevolgd door de provincie Tunceli.
| Bevolking per district | Bevolking per district | Bevolking per district |
| District               | Bevolking (2007)       | Bevolking (2017)       |
| ---------------------- | ---------------------- | ---------------------- |
| Bayburt                | 59.839                 | 66.228                 |
| Demirözü               | 9.570                  | 7.835                  |
| Aydıntepe              | 7.200                  | 6.354                  |
| Bayburt (totaal)       | 76.609                 | 80.417                 |

## Bestuurlijke indeling

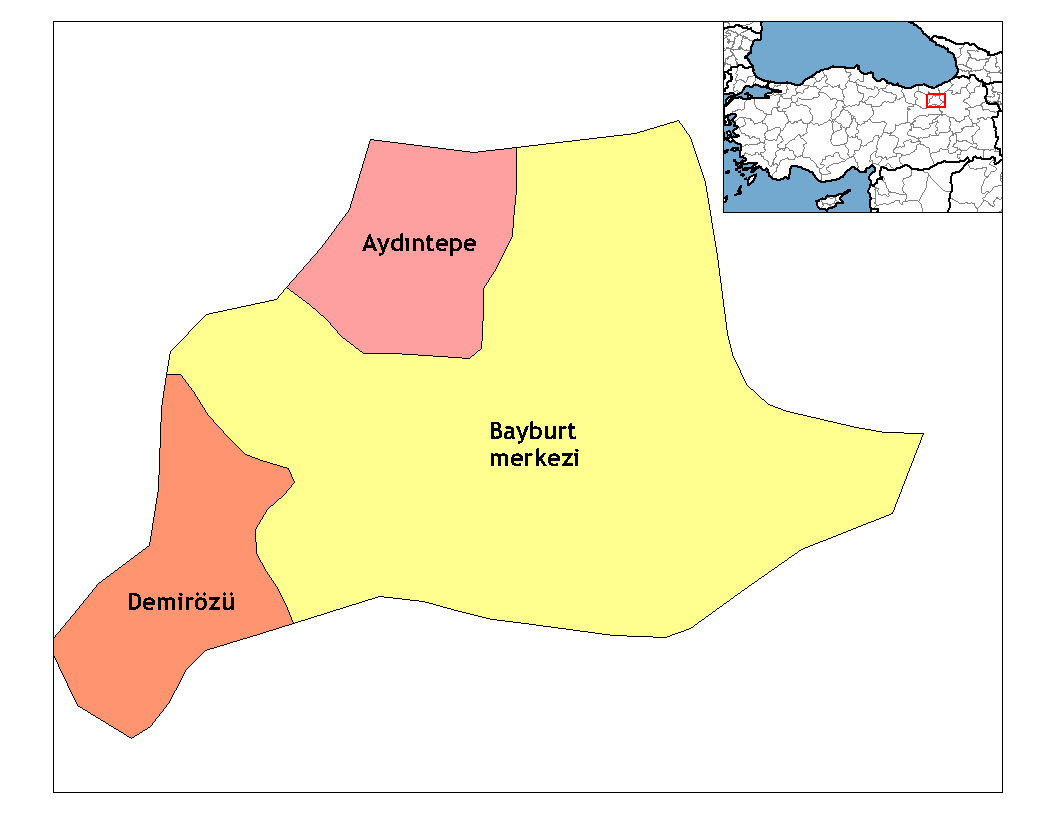
Districten van Bayburt

### Districten
De provincie bestaat uit de volgende drie districten:
| - Aydıntepe - Bayburt - Demirözü |